# Аптекарская набережная
Апте́карская на́бережная — набережная в Петроградском районе Санкт-Петербурга. Проходит по левому берегу Большой Невки от Гренадерского моста до улицы Академика Павлова.

## Расположение
Проходит по левому берегу Большой Невки от Аптекарского моста до улицы Академика Павлова. Набережная полностью расположена на Аптекарском острове. Протяжённость набережной составляет 1947,6 м. К набережной примыкают следующие улицы: набережная реки Карповки, улица Профессора Попова, проспект Медиков, Аптекарский проспект, улица Академика Павлова.
Первоначально набережная пролегала от реки Карповки до современного Аптекарского проспекта. В 1986, 2006 и 2010 годах набережная продлялась, соответственно, до проспекта Медиков, Кантемировского моста и до улицы Академика Павлова.

## Название
До 1887 года набережная не имела собственного названия и пролегала от реки Карповки до Аптекарского проспекта. Существующее название присвоено 16 апреля 1887 года.

## История
Длительное время набережная имела только деревянное крепление. Благоустройство началось в 1970-х годах в связи со строительством двух разводных мостов через Большую Невку: нового Гренадерского и Кантемировского. В течение этого же времени возводились стенки набережной.
Самый первый участок набережной был возведен мостопоездом (М-428) треста Мостострой № 6 в 1971—1973 годах напротив объединения «Красногвардеец». Это высокая стенка, ее сборные блоки, облицованные гранитом, крепятся на высоком свайном ростверке. В проекте были предусмотрены чугунные перильные ограждения с гранитными тумбами. К моменту сдачи объекта они не были готовы, их решили заменить временными стальными, но те также оказались не готовы. Только в 1983 году были установлены постоянные чугунные перила.
При строительстве комплекса мостов Гренадерского и Аптекарского была сделана перепланировка прилегающей территории. Гренадерский мост был смещен относительно своего прежнего положения так, что оказался ниже по течению истока Карповки. Широкий Аптекарский мост позволил организовать просторную предмостную площадь с хорошей разводкой трамвайного и автомобильного движений.
Участок набережной длиной 89 м, примкнувший к Гренадерскому мосту с низовой стороны, был построен в 1975 году одновременно с мостом. Стенка набережной на участке от существующей стенки у Гренадерского моста до существующей стенки у объединения «Красногвардеец» возводилась в 1980 году во время строительства Кантемировского моста (длина 697,5 м). Набережная была сдана в эксплуатацию без гранитной облицовки и карнизного камня. Эти работы были приурочены к моменту сдачи в эксплуатацию Кантемировского моста и стенки набережной до улицы Академика Павлова. Самый нижний участок набережной длиной 760 метров (без опоры Кантемировского моста) введён в эксплуатацию на год позже моста.
На всем протяжении набережной строительство осуществлялось по проекту института «Ленгипроинжпроект», инженеры Б. Н. Брудно, Б. Б. Левин и архитекторы Л. А. Носков, А. В. Говорковский и В. М. Иванов. Работы выполнены строительным управлением СУ-1 треста «Ленмостострой» под руководством главного инженера П. В. Васильева.